# 奇雲·朗
奇雲·芬巴亞·朗（英語：Kevin Finbarr Long，1990年8月18日—），一般稱為奇雲·朗'，愛爾蘭職業足球員，司職員中堅，但偶爾可客串閘位，現效力於美國職業足球大聯盟球會多倫多足球會。